# قشدية
القِشدِيَّة هو وعاء صغير أو إبريق مصمم لحمل القشدة أو الحليب لتقديمه مع الشاي أو القهوة وفقًا للتقاليد الغربية. يمكن أن تكون القشدية من الفخاريات أو البُرسلان ولكنها مصنوعة أيضًا من الفضة أو فلزات أخر ؛ القِشدِيَّة جزء إلزامي في طقم القهوة أو الشاي سواء كان من الفضة أو الخزف.

## الصور

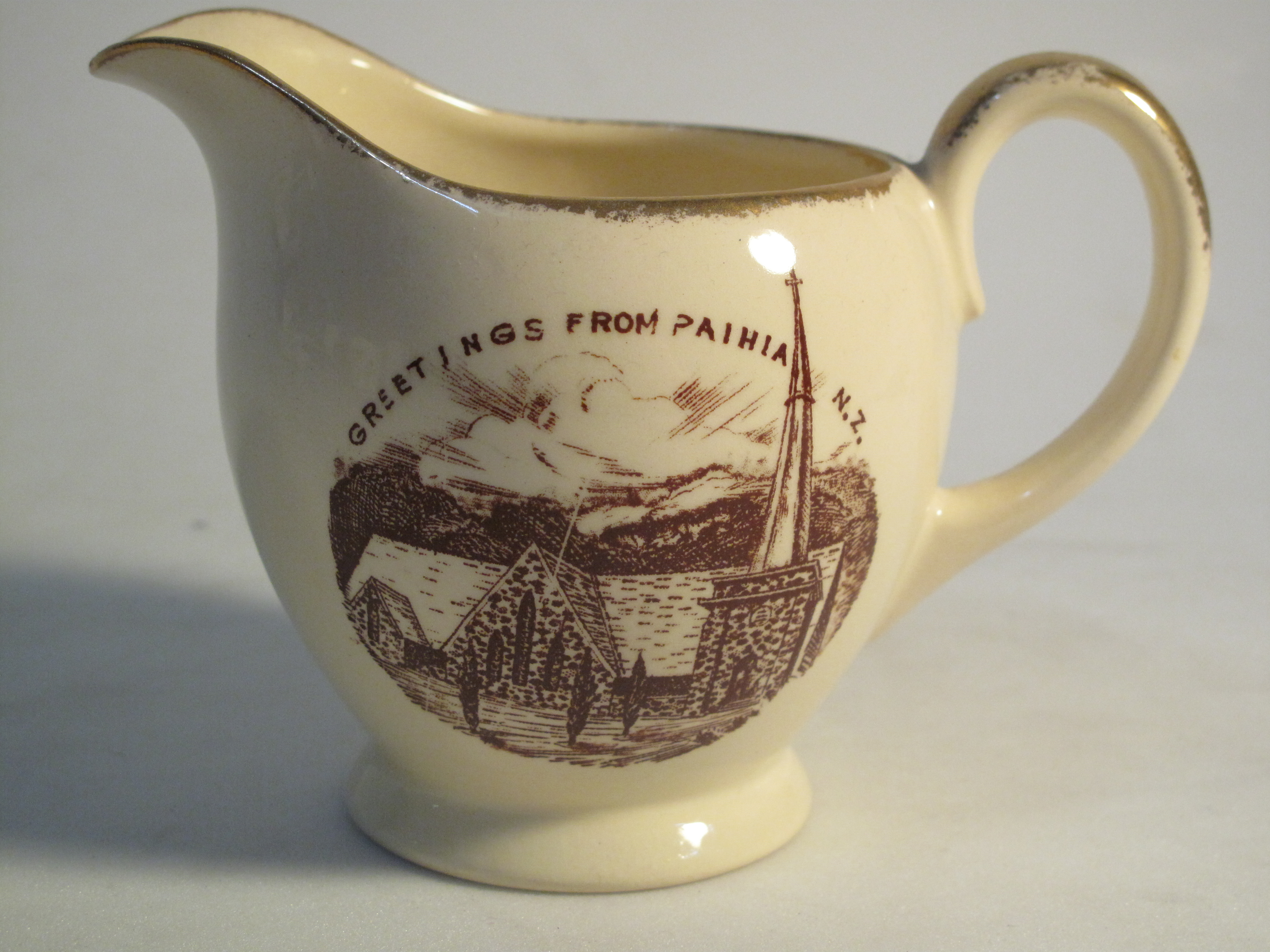
قشدية من نِيُزِلندة القرن العشرين
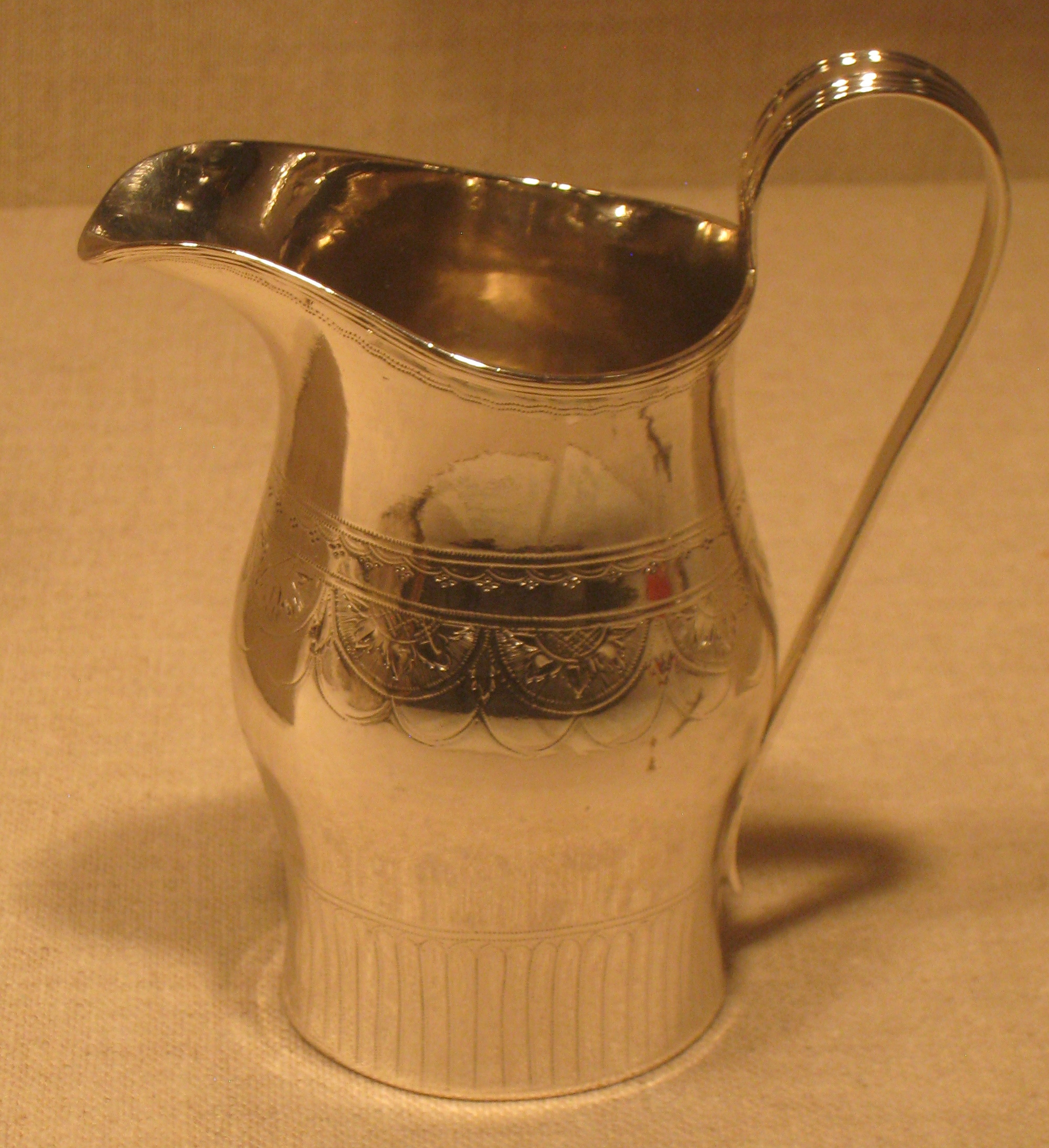
قشدية مزينة بالفضة نحو 1800 ، بواسطة بولس ريفر
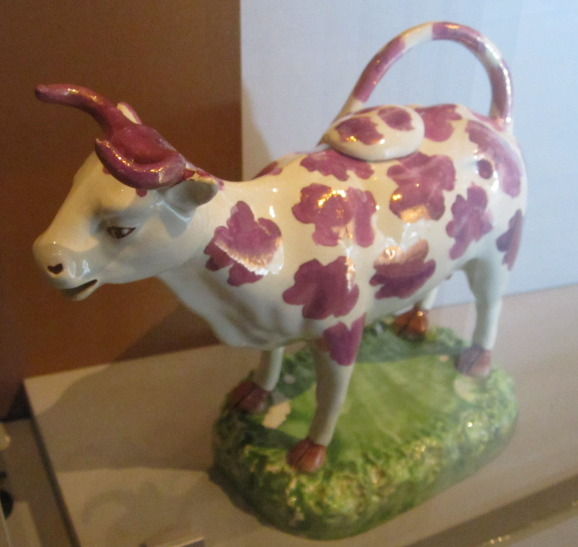
قشدية على شكل بقرة من الخزف
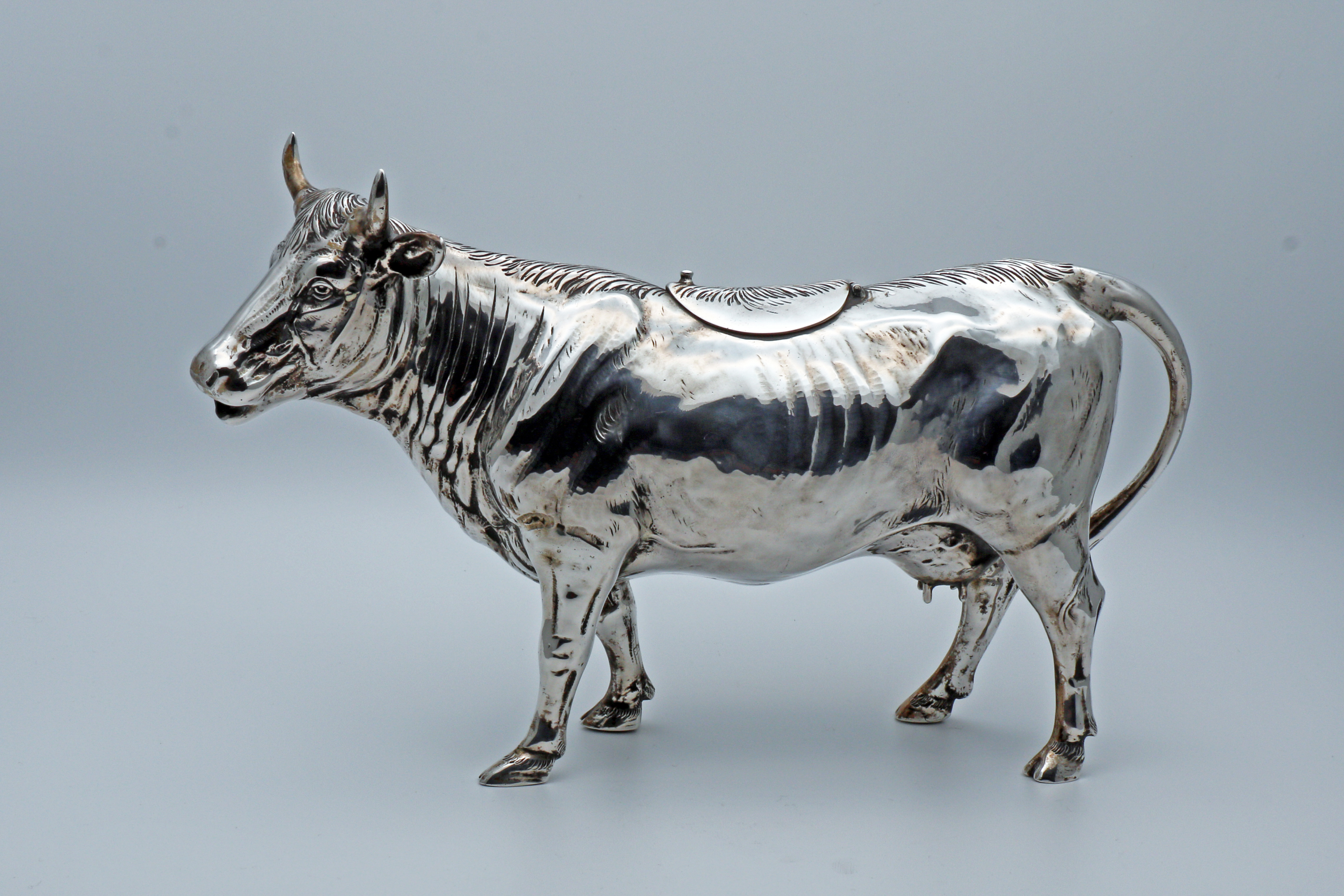
قشدية بقرة فضية من ألمانيا